# Manzano (Italia)
Manzano es una localidad y comune italiana de la provincia de Údine, región de Friul-Venecia Julia, con 6.787 habitantes.

## Evolución demográfica
| Gráfica de evolución demográfica de Manzano entre 1861 y 2001 |
|                                                               |
| Fuente ISTAT - elaboración gráfica de Wikipedia               |